# Linea Nishitetsu Dazaifu
La linea Nishitetsu Dazaifu (西鉄太宰府線?, Nishitetsu Dazaifu-sen) è una breve linea ferroviaria giapponese delle ferrovie Nishi-Nippon (Nishitetsu) che collega la stazione di Nishitetsu Futsukaichi nella città di Chikushino, alla stazione di Dazaifu nella città di Dazaifu, nella prefettura di Fukuoka. Il simbolo del percorso è D.

## Storia
Questa linea fu costruita dalla Dazaifu Horse Railway, fondata il 15 maggio 1902. Pertanto, si può dire che sia la linea più antica di Nishitetsu. Fu originariamente costruita come una ferrovia trainata da cavalli con uno scartamento di 914 mm tra la stazione di Futsukaichi sull'ex ferrovia Kyūshū (che divenne la linea principale di Kagoshima dopo la nazionalizzazione) e Dazaifu. Nel 1913 introdusse sulla linea la locomotiva a vapore e divenne affiliata alla seconda versione della ferrovia Kyūshū (predecessore dell'attuale linea Nishitetsu Tenjin-Ōmuta).
Nel 1927, fu modificato lo scartamento tra Dazaifu - Futsukaichi (attuale stazione di Nishitetsu Futsukaichi) a 1435 mm e allo stesso tempo fu elettrificata, diventando una diramazione della ferrovia Kyushu. La restante sezione continuò a funzionare per un po' utilizzando con locomotiva a vapore con uno scartamento di 914 mm, ma fu abolita nel 1929.
Nel 1934, la linea fu fusa con la società madre, la ferrovia Kyushu, e divenne la linea Dazaifu. Nel 1942 la ferrovia Kyushu si fuse con la Kyushu Electric Railway Co., diventando la Nishi-Nippon (che significa "Giappone occidentale").

## Caratteristiche

### Linea
- Lunghezza: 2,4 km
- Scartamento: 1.435 mm
- Alimentazione: 1500 V DC tramite catenaria
- Numero di binari: binario singolo

### Servizi e collegamenti
A Nishitetsu Futsukaichi, alcuni treni continuano sulla linea Nishitetsu Tenjin-Ōmuta.

### Stazioni
| Statione                    | Giapponese | Distanza totale | Collegamenti             | Posizione  | Posizione |
| --------------------------- | ---------- | --------------- | ------------------------ | ---------- | --------- |
| T 13 Nishitetsu Futsukaichi | 西鉄二日市 | 0 km            | Nishitetsu: Tenjin Ōmuta | Chikushino | Fukuoka   |
| D 01 Nishitetsu Gojō        | 西鉄五条   | 1.4 km          |                          | Dazaifu    | Fukuoka   |
| D 02 Dazaifu                | 太宰府     | 2.4 km          |                          | Dazaifu    | Fukuoka   |